# Frederick Eyles
Frederick Eyles (1864 - 1937 ) fue un botánico inglés, que trabajó extensamente en África, especialmente en Rodesia.

## Honores

### Epónimos
- (Acanthaceae) Barleria eylesii S.Moore[1]
- (Acanthaceae) Isoglossa eylesii (S.Moore) Brummitt[2]
- (Acanthaceae) Justicia eylesii (S.Moore) Fyles[3]
- (Agavaceae) Yucca eylesii Hort. Peacock ex Baker[4]
- (Aloaceae) Aloe eylesii Christian[5]
- (Anacardiaceae) Rhus eylesii Hutch.[6]
- (Apiaceae) Afrosciadium eylesii (C.Norman) P.J.D.Winter[7]
- (Apiaceae) Peucedanum eylesii C.Norman[8]
- (Aponogetonaceae) Aponogeton eylesii Rendle[9]
- (Asclepiadaceae) Aspidoglossum eylesii (S.Moore) Kupicha[10]
- (Asclepiadaceae) Schizoglossum eylesii S.Moore[11]
- (Aspleniaceae) Asplenium eylesii Sim[12]
- (Asteraceae) Aspilia eylesii S.Moore[13]
- (Asteraceae) Aster eylesii (S.Moore) Milne-Redh.[14]
- (Asteraceae) Calostephane eylesii Thell.[15]
- (Asteraceae) Erlangea eylesii S.Moore[16]
- (Asteraceae) Felicia eylesii S.Moore[17]
- (Asteraceae) Guizotia eylesii S.Moore[18]
- (Asteraceae) Gutenbergia eylesii (S.Moore) Wild & G.V.Pope[19]
- (Asteraceae) Gutenbergia eylesii (S.Moore) Wild & G.V.Pope subsp. reticulata Wild & G.V.Pope[20]

- La abreviatura «Eyles» se emplea para indicar a Frederick Eyles como autoridad en la descripción y clasificación científica de los vegetales.[21]